# Чхуннёль (ван Корё)
Чхуннёль-ван (кор. 충렬왕, 忠烈王, Chungnyeol-wang) или Чунджон-ван — ван корейского государства Корё, правивший в 1274—1308 годах. Имена — Ко, Чхим. Монгольский титул — Ильсу-ван.
Посмертные титулы — Кёнхё-тэван.